# 马西诺维斯孔蒂城堡

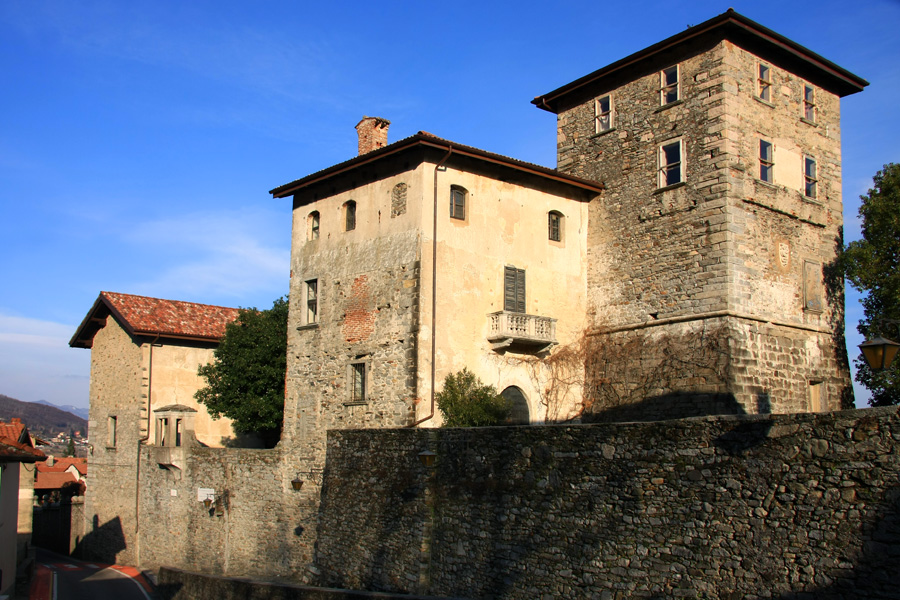
马西诺维斯孔蒂城堡

马西诺维斯孔蒂城堡（Castello di Massino Visconti）是意大利诺瓦拉省马西诺维斯孔蒂的一座城堡，建于11世纪, 在马西诺维斯孔蒂的入口。

## 历史
马西诺维斯孔蒂城堡建于十一世纪，作为圣加仑修士的修道院，后来成为维斯孔蒂家族的住所 。马西诺维斯孔蒂城堡在1358年曾被部分毁坏。
1721年,米兰总主教斐理伯玛利亚维斯孔蒂出生于此 。 